# カルフーン郡 (テキサス州)
カルフーン郡（カルフーンぐん、英: Calhoun County）は、アメリカ合衆国テキサス州の南東部に位置する郡である。2010年国勢調査での人口は21,381人であり、2000年の20,647人から3.6％増加した。郡庁所在地はポートラバカ市（人口12,248人）であり、同郡で人口最大の都市でもある。郡名は第7代アメリカ合衆国副大統領ジョン・カルフーンに因んで名付けられた。
カルフーン郡はビクトリア大都市圏に属している。

## 年譜
- カルフーン郡となった地域の最初の住人は狩猟採集型のパレオ・インディアンであり、その後はトンカワ族、カランカワ族、コマンチ族などのインディアン部族が住んだ[4]
- 1685年-1690年、ロベール＝カブリエ・ド・ラ・サールがこの地域のパウダーホーン湖近くに上陸した。フランスがテキサスの大地にその旗を立てたが、5年後には放棄した[5]
- 1689年、アロンソ・デ・レオンなどのスペイン人が地域を探検した[6]
- 1825年、メキシコのマルティン・デ・レオンが昔のラサール砦近くに牧場を造った[4]
- 1831年、アイルランド生れの商人、政治家、軍人のジョン・J・リンが作ったリンビルがイギリス人による最初の開拓地となった[7]
- 1840年、コマンチ族インディアンがリンビルを襲い略奪した[8]
- 1842年-1847年、エンプレサリオのエンリ・カストロがフランスのアルザスから移民を連れてくる契約を行い、メディナ郡のカストロビルに入植のために移動する前にポートラバカを宿泊地に使った[9]
- 1845年、数多くのドイツ人移民がマタゴルダ湾インディアノラの港で降り立って、立ち往生していた。[10]
- 1846年、ビクトリア郡、ジャクソン郡、マタゴルダ郡の一部を合わせてカルフーン郡が設立された。当時アメリカ合衆国上院財政委員会委員長を務めていたジョン・カルフーンに因んで名付けられた。ラバカが最初の郡庁所在地に指定された[4]
- 1852年、インディアノラが郡庁所在地になった。モーガン蒸気船運行会社が[11]インディアノラからニューヨークまで定期便を運行した。インディアノラでは奴隷貿易が最盛期を迎えた[12]
- 1854年、ポーランド人がインディアノラに来るようになった[10]
- 1858年、マタゴルダ湾にハーフムーン・リーフ灯台が建設された[13]
- 1860年、郡の人口は 2,642人であり、このうち 414人が奴隷だった[4]
- 1861年、郡民投票で、賛成276票、反対18票でアメリカ合衆国からの脱退を決めた。南軍に志願兵中隊を送った[4]。南軍が奴隷労働者を使い、マタゴルダ島のエスペランザ砦が建設された[14]
- 1862年、北軍の砲艦がポートラバカを砲撃した[15]
- 1875年、メキシコ湾から熱帯低気圧が襲い、インディアノラに大きな被害を与えた[10]
- 1886年、ハリケーンがインディアノラを破壊し、ヒューストンにも大きな被害を与えた[16]
- 1892年、スウェーデン人がオリビアというルーテル教会派の町を造った[17]
- 1909年、ポートオコーナーの町が設立された。セントルイス・ブラウンズビル・アンド・メキシコ鉄道がポートオコーナーを終着駅にした[18]
- 1920年、ポートラバカでハリケーンから守るための防波堤を設けた[4]
- 1931年、ラバカ湾堤防が建設された[4]
- 1934年-1935年、ポートラバカ近くで石油と天然ガスが発見された[4]
- 1947年、アルコア社がポイントコンフォートに工場を開設した[19]
- 1952年、ユニオンカーバイド社がシードリフト近くに工場を開設した[4]
- 1961年、カテゴリー5のハリケーン・カーラがポートラバカとポートオコーナーの間で地滑りをおこさせた[20]
- 1983年、マタゴルダ島州立公園と野生生物管理地域が、アメリカ合衆国内務省とテキサス州の合意に基づき、テキサス州公園野生生物省によって運営されるようになった[21]

## 地理
アメリカ合衆国国勢調査局に拠れば、郡域全面積は1,032平方マイル (2,672.9 km2)であり、このうち陸地512平方マイル (1,326.1 km2)、水域は520平方マイル (1,346.8 km2)で水域率は50.365％である。

### 主要高規格道路
- アメリカ国道87号線
- テキサス州道35号線
- テキサス州道185号線

### 隣接する郡
- ジャクソン郡 - 北
- マタゴルダ郡 - 東
- メキシコ湾 - 南東
- アランサス郡 - 南西
- レフュジリオ郡 - 西
- ビクトリア郡 - 北西

### 国立保護地域
- アランサス国立野生生物保護区（部分）

## 人口動態
以下は2000年の国勢調査による人口統計データである。
| 基礎データ - 人口: 20,647人 - 世帯数: 7,442 世帯 - 家族数: 5,574 家族 - 人口密度: 16人/km2（40人/mi2） - 住居数: 10,238軒 - 住居密度: 8軒/km2（20軒/mi2） 人種別人口構成 - 白人: 78.04% - アフリカン・アメリカン: 2.63% - ネイティブ・アメリカン: 0.49% - アジア人: 3.27% - 太平洋諸島系: 0.07% - その他の人種: 13.19% - 混血: 2.32% - ヒスパニック・ラテン系: 40.92% 先祖による人口構成 - ドイツ系：11.4％ - アメリカ人：9.4％ - イギリス系：5.5％ 言語による人口構成 - 英語：67.9％ - スペイン語：29.1％ - 中国語：1.2％ 年齢別人口構成 - 18歳未満: 28.5% - 18-24歳: 8.7% - 25-44歳: 27.3% - 45-64歳: 22.3% - 65歳以上: 13.3% - 年齢の中央値: 35歳 - 性比（女性100人あたり男性の人口） - 総人口: 100.9 - 18歳以上: 99.7 | 世帯と家族（対世帯数） - 18歳未満の子供がいる: 35.4% - 結婚・同居している夫婦: 59.2% - 未婚・離婚・死別女性が世帯主: 11.0% - 非家族世帯: 25.1% - 単身世帯: 21.3% - 65歳以上の老人1人暮らし: 8.9% - 平均構成人数 - 世帯: 2.75人 - 家族: 3.20人 収入と家計 - 収入の中央値 - 世帯: 35,849米ドル - 家族: 39,900米ドル - 性別 - 男性: 35,957米ドル - 女性: 19,772米ドル - 人口1人あたり収入: 17,125米ドル - 貧困線以下 - 対人口: 16.4% - 対家族数: 12.7% - 18歳未満: 21.3% - 65歳以上: 11.7% |

## 都市と町
- ポイントコンフォート
- ポートラバカ - 郡庁所在地
- シードリフト

### 未編入の町
- アラモビーチ
- インディアノラ
- ロングモット
- マグノリアビーチ
- ポートオコーナー

## 教育
カルフーン郡の公共教育はカルフーン郡独立教育学区が管轄している。
幼稚園生から8年生までを教えるアワー・レディ・オブ・ザ・ガルフ・カトリック学校が1996年から運営されている。

## 交通
一般用途空港のカルフーン郡空港がポートラバカの北西、郡内の未編入領域にある。